# Escadrille N 92 i - N 392 - N 561
La Escadrille N 92 i - N 392 - N 561 era una squadriglia che, dalla metà di agosto 1915, combatté nella prima guerra mondiale, inquadrata nella francese Aviation militaire.
Già nel Bombardamento della costa adriatica del 24 maggio 1915 gli idrovolanti austriaci bombardavano la città di Venezia e l’Italia aveva fatto prevedere nella Convenzione Navale, allegata al Patto di Londra, la presenza di una squadriglia francese per la sua difesa.

## Storia
Nel luglio 1915 venne decisa la formazione di un reparto per l’Italia, comandata dal capitano Marcel de Chalonge, con 3 piloti e 3 osservatori per 3 Nieuport 10, che giunge a Venezia alla metà del successivo mese di agosto. Il reparto si insedia a Bazzera (dove oggi c'è il parcheggio dell'Aeroporto di Venezia-Tessera) incominciando i voli di scorta e caccia. Aumentata a 6 aerei, la squadriglia, denominata 92/I, dall'Italia anche chiamata Squadriglia di protezione di Venezia, fu molto attiva, anche dalla base avanzata di Cascina Farello di Aquileia ed ebbe anche alcuni combattimenti con gli idrovolanti austriaci costrigendo la k.u.k. Kriegsmarine a condurre gli attacchi aerei su Venezia prevalentemente di notte. Nel dicembre del 1915 il reparto si sposta sul nuovo campo d’aviazione al Lido (Aeroporto di Venezia-Lido), di fronte all'Isola di Sant'Andrea (Venezia), dove erano basati gli idrovolanti della Marina.
La N 92/I, ridenominata N 392 a giugno 1916, ricevette nel 1916 nuovi velivoli, compresi i primi monoposto Nieuport 11, e nuovi piloti ma il suo impiego fu limitato, sia per il divieto agli apparecchi terrestri francesi di operare in mare aperto, sia per le scarse occasioni. I piloti francesi però desideravano combattere, e si fecero inviare in voli di pattuglia sul fronte terrestre, e il 26 giugno, in un'operazione, si scontrarono, con un nulla di fatto, con Goffredo de Banfield. Nella seconda metà dell’anno l’attività aerea aumentò d’intensità, e i caccia francesi scortarono missioni di bombardamento dei Caproni italiani su Fiume (Croazia) e degli idrovolanti su Trieste, in una delle quali abbatterono un idrovolante austriaco. Un'ulteriore vittoria venne ottenuta in ottobre.
Il 1917 vedeva la squadriglia di caccia del Lido, la N 392, con una decina di piloti e la sua dotazione di aerei comprendeva i nuovi Nieuport da 110 cavalli, i Nieuport 23. Nonostante la volontà del comandante de Chalonge il suo impiego continuava a essere ridotto rispetto a quanto avveniva sul Fronte occidentale (1914-1918).
Il 17 aprile, nel corso della serie di scontri i caccia francesi abbatterono un idrovolante. La vittoria sul Lohner K del Fregattenleutnant Johann Plachner e del Seefahnrich Michael Graf Szecheny della SFS di Pola viene assegnata al sous-lieutenant Xavier Garros, aiutato da due FBA italiani della 252ª Squadriglia.
Dal 16 maggio arriva l'Asso dell'aviazione André Robert Lévy.
Il 1º giugno la squadriglia francese cambiò ancora denominazione, in N 561. L’8 giugno del 1917 4 Nieuport, ai comandi del Lt Chambarière, vanno al Campo di aviazione di Villaverla, in missione di scorta per i Sopwith 1½ Strutter dell’Escadrille Espinasse SOP 219, il reparto francese inviato in Veneto per la direzione del tiro dell’artiglieria su ferrovia mandata in aiuto dell’Italia. Alla fine giugno, dopo il ritorno da Villaverla, la squadriglia si ritrovava con 18 aerei (16 Nieuport, uno Spad e un Sopwith) 16 piloti, 12 dei quali non avevano operato sul fronte francese, e una limitata attività.
L’estate del 1917 vedeva la N 561 più forte, con una quindicina di piloti, e nuovi caccia, compresi gli SPAD S.VII. Una sezione venne distaccata a Cascina Farello di Aquileia per difendere il litorale a nord di Venezia e per scortare le offensive della Marina, che a Marcon aveva costituito la 201ª Squadriglia di bombardieri Caproni. La N 561 ricevette anche qualche biposto Sopwith per la ricognizione fotografica.
Il 14 agosto gli austriaci lanciarono un grande attacco a Venezia con una ventina di idrovolanti, i francesi diedero battaglia ottenendo un’altra vittoria con il lieutenant Jean de Geoffre de Chabrignac.
A fine agosto due vecchie corazzate costali austriache, SMS Wien e SMS Budapest, andarono da Pola a Muggia e poi a Trieste. La Regia Marina intraprese una lunga offensiva aerea, dal 28 agosto al 12 settembre, con 183 missioni nelle quali vennero sganciate 624 bombe, 3 delle quali furono osservate colpire i ponti delle navi. I francesi contribuirono con 16 missioni di Nieuport da Cascina Farello come scorta ai Macchi M.3: 2 il 28 agosto si aggiudicavano un’altra vittoria, 2 il 30 due volte, 2 il 1º settembre, 4 il 4, 3 il 5 e una il 9 e in altre occasioni difesero gli idrovolanti italiani dagli attacchi austriaci.
Il 4 settembre il Sopwith di Olphe Galliard svolse un’importante ricognizione a lungo raggio fino al Canale della Morlacca, ma un caccia di scorta al suo rientro venne abbattuto da idrovolanti nemici, con la morte del pilota MdL Jean Tétart de Morvilliers.
Con la Battaglia di Caporetto, i piloti della N 561 svolsero intense azioni: il 25 ottobre 3 Nieuport si scontrarono su Grado (Italia) con i caccia austriaci costringendone uno all'atterraggio forzato e successivamente abbattevano un idrovolante nemico. 
Il 14 novembre 1917 i Nieuport svolsero missioni di scorta ai bombardieri ma anche missioni di ricognizione a vista ed esplorazioni nel settore della foce del Piave. Nel mese di novembre i piloti francesi incominciarono le azioni contro i Drachen, il Pallone frenato da osservazione che veniva alzato vicino al fronte dagli austriaci nelle fasi di avanzamento nella pianura veneta. Il 16 novembre ebbe luogo un’altra intensa battaglia aerea sul cielo delle corazzate Wien e Budapest che cannoneggiavano la linea di difesa italiana a Cortellazzo, e i francesi abbatterono un altro nemico, mentre altri 2 vennero costretti ad ammarare e a farsi prendere al traino dalle loro navi. Il 17 novembre avviene un'altra vittoria dei francesi, condivisa con i Macchi M.5 italiani. In novembre e dicembre l’attività fu molto intensa, con dai 4 fino ai 12 voli di guerra giornalieri.
La squadriglia era direttamente subordinata al Ministero della Guerra, con un'eccezione dal dicembre 1917 al maggio 1918 dove era collegata alla 10ª armée française.
Dopo il 4 novembre 1918 la N 561 si dissolve rapidamente un mese dopo.

## Aerei
- Nieuport 10 agosto 1915
- Nieuport 11 1916
- Nieuport 12 1916
- Nieuport 16 ottobre 1916
- Nieuport 17 ottobre 1916
- Nieuport 21 1917
- Nieuport 23 1917
- Nieuport 24 1917
- SPAD S.VII 1917
- Sopwith 1½ Strutter 1917
- Nieuport 27 1918
- SPAD S.XIII 1918
- SPAD S.XVII 1918